# Civico Mausoleo Palanti

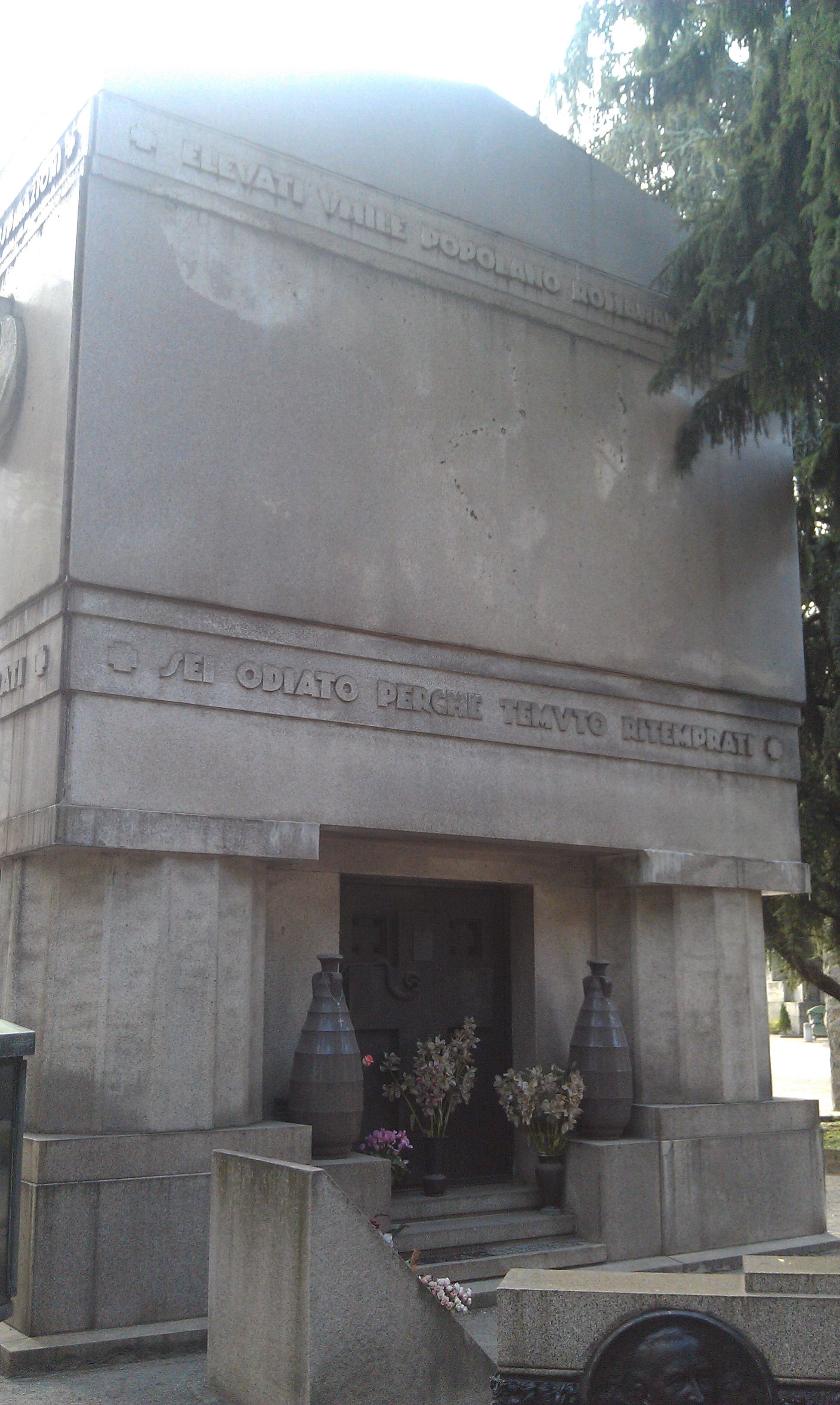
Eingang zum Mausoleum

Die Edicola Palanti ist ein Mausoleum auf dem  Zentralfriedhof Cimitero Monumentale in Mailand. Erbaut wurde es von dem  Architekten Mario Palanti in den Jahren 1924 bis 1928.
In diesem Mausoleum sind neben Mario Palanti auch seine Eltern Johann und Virginia De Gaspari begraben, außerdem:
- Hermann Einstein, Unternehmer und Vater von Albert Einstein
- Walter Chiari,[1]  Schauspieler
- Giovanni D’Anzi, Autor von Oh mia bela Madunina und El Biscella
- Virgilio Ferrari[2], Mailander Bürgermeister
- Emilio Guicciardi, Dichter
- Paolo Grassi, Theatermanager, Leiter des Teatro alla Scala und Vorsitzender der RAI
- Franco Russoli, Leiter der Pinacoteca di Brera
- Alfredo Bracchi, Dichter
- Maria Bonizzi
- Girolamo Palazzina, Wirtschaftswissenschaftler, Pädagoge
- Innocenzo Gasparini, Rettore Magnifico der Università Bocconi
- Ciro Fontana, Dichter
- Fernanda Wittgens, Direktorin der  Pinacoteca di Brera
- Franco Parenti, Schauspieler, Autor und TV Direktor
- Angelo Cucchi, Politiker
- Carlo Mariano Colombo
- Luigi Berlusconi, Vater von Silvio Berlusconi